# 2554 Skiff
2554 Skiff (mednarodno ime je tudi 2554 Skiff) je asteroid v glavnem asteroidnem pasu. 

## Odkritje
Asteroid je odkril 17. julija 1980 Edward L. G. Bowell na Observatoriju Lowell (postaja Anderson Mesa). Asteroid je poimenovan po ameriškem astronomu Brianu A. Skiffu.

## Lastnosti
Asteroid Skiff obkroži Sonce v 3,41 letih. Njegova tirnica ima izsrednost 0,144, nagnjena pa je za 4,857° proti ekliptiki.